# Huxley Pig
Huxley Pig è una serie animata in stop motion britannica basata sugli albi illustrati di Rodney Peppé. Il cartone è inedito in Italia. La voce narrante nella versione originale in inglese del cartone è di Martin Jarvis.

## Trama
Il cartone racconta le avventure di un maialino che ama vestirsi con abiti diversi e andare in giro con il suo amico Sam, un gabbiano. Huxley e Sam svolgono varie attività, come ad esempio: lavorare in un circo, diventare cuoco per un giorno, navigare via mare, in modo che evita ogni volta il criceto Horace, che è sempre in cerca di guai.

## Personaggi
- Huxley
- Sam
- Horace
- Vile Vincent
- Cuddles
- Sidney
- Il direttore del circo
- Ethel, Gloria e Myrtle
- Lady Agatha Porker
- Il guardiano dello zoo

## Episodi
| Stagioni         | Episodi | Prima TV Regno Unito |
| ---------------- | ------- | -------------------- |
| Prima stagione   | 13      | 1989                 |
| Seconda stagione | 13      | 1990                 |

## Videogiochi
Nel 1990 è stato prodotto un videogioco per Commodore 64, Amstrad CPC e ZX Spectrum, che venne anche tradotto in italiano col titolo Freddy Pork.